# Кси² Волка
Кси² Волка (лат. ξ² Lupi), HD 142630 — одиночная звезда в созвездии Волка на расстоянии приблизительно 213 световых лет (около 64,6 парсеков) от Солнца. Видимая звёздная величина звезды — +5,55m. Возраст звезды определён как около 285 млн лет.

## Характеристики
Кси² Волка — бело-голубая звезда спектрального класса B9V или A0. Масса — около 2,2 солнечных, радиус — около 1,926 солнечного, светимость — около 10,62 солнечных. Эффективная температура — около 9003 K.

## Планетная система
В 2019 году учёными, анализирующими данные проектов HIPPARCOS и Gaia, у звезды обнаружена планета.